# Maladera laminifera
Maladera laminifera är en skalbaggsart som beskrevs av Moser 1916. Maladera laminifera ingår i släktet Maladera och familjen Melolonthidae. Inga underarter finns listade i Catalogue of Life.